# بيتر زومثور
بيتر زومثور (Peter Zumthor) (ولد في 26 من أبريل 1943م) هو مهندس معماري سويسري وحاصل على جائزة بريتزكر (Pritzker Prize) لعام 2009م.

## النشأة
ولد زومثور في بازل، لأب يعمل نجار خزائن. وتدرب على يد أحد النجارين عام 1958م ثم درس في مدرسة الفنون والمهن (Kunstgewerbeschule) في مدينته الأصلية وبدأ دراسته في عام 1963.
وفي عام 1966م، درس زومثور التصميم الصناعي وفن العمارة كطالب متبادل في معهد برات (Pratt Institute) بنيويورك. وفي عام 1968م، أصبح مهندسًا معماريًا محافظًا بإدارة المحافظة على النصب التذكارية في كانتون (canton) غراوبوندن (Graubünden). وقد أتاح له العمل في مشروعات ترميم المباني التاريخية مزيدًا من الفهم وإدراك عملية التشييد وخصائص مواد البناء الريفية المختلفة. وبعد أن تطورت مهارته، تمكن زومثور من الدمج بين معرفته بالخامات وعملية التشييد المعاصرة واختيار مواد البناء. وتتميز البنايات التي قام بتشييدها بالخواص الحسية الملموسة للمساحات والخامات مع الحفاظ على الملمس المعتدل.

## الحياة المهنية
قام زومثور بإنشاء شركته الخاصة عام 1979م، وسرعان ما توسعت ممارسته حيث قبل المزيد من المشروعات الدولية.
وكان زومثور مدرسًا في معهد جنوب كاليفورنيا للعمارة بلوس أنجلوس (Southern California Institute of Architecture) عام (1988) وجامعة ميونخ التقنية (Technical University of Munich) عام (1989) وجامعة تولين (Tulane University) عام (1992) وكلية الدراسات العليا للتصميم بجامهة هارفارد (Harvard Graduate School of Design) عام (1999). ومنذ عام 1996، عمل أستاذًا في أكاديمية الهندسة المعمارية بمقاطعة مندريسيو (Accademia di Architettura di Mendrisio)
ومن أشهر مشروعاته كونسثاوس بريغينز (Kunsthaus Bregenz) عام (1997)، وهو عبارة عن مبنى على شكل مكعب من الأسمنت والزجاج اللامع يُطل على بحيرة كونستانس (Lake Constance) (بودينسي) (Bodensee) في النمسا؛ وحمامات المياه الطبيعية الساخنة التي تشبه الكهف الموجودة بمقاطعة فالز (Vals) بسويسرا (1999)؛ والسرادق السويسري المستخدم في معرض 2000 (Expo 2000) في مدينة هانوفر (Hannover) وهو عبارة عن بناية مصنوعة تمامًا من الخشب مصممة بحيث تتم إعادة استخدامها بعد انتهاء المعرض؛ ومتحف القديسة كولومبا (Kolumba Diocesan Museum) (2007) الموجود في مدينة كولونيا (Cologne) وكنيسة برودر كلاوس فيلد (Bruder Klaus Field Chapel) المُطلة على إحدى المزارع بالقرب من واشندورف (Wachendorf).
وفي عام 1993م فاز في المسابقة التي أجريت حول بناء متحف ومركز توثيق عن فظائع النازية بمقر الشرطة السرية النازية (Gestapo) في برلين، ودعا العرض الذي قدمه السيد زومثور إلى بناء واسع مُكوّن من ثلاثة طوابق مع عمل سور مكون من قضبان خرسانية. وقد تم بناء جزء من المشروع الذي أُطلق عليه طبوغرافيا الرعب (Topography of Terror) ثم توقف البناء عندما قررت الحكومة عدم الاستمرار لأسباب مالية. وقد تم هدم هذا البناء غير المكتمل في عام 2004. وفي عام 1999، وقع الاختيار على زومثور باعتباره المهندس المعماري الأجنبي الوحيد المشترك في المشروع القومي للطرق السياحية بالنرويج (Norway’s National Tourist Routes Project)، فضلاً عن مشروعين آخرين وهما مشروع تشييد النصب التذكاري إحياءً لذكرى ضحايا مطاردة الساحرات في فارانغر (Memorial in Memory of the Victims of the Witch Trials in Varanger) بالتعاون مع لويز بورجوا (Louise Bourgeois) (تم الانتهاء منه عام 2010)، واستغلال المرفق العام والمتحف بموقع أحد مناجم استخراج الزنك غير المكتمل.
ولصالح مؤسسة ديا آرت فونديشن (Dia Art Foundation) ببيكون بمدينة نيويورك، قام زومثور بتصميم معرض للصور يأوي منحوتة كتاب التغييرات ذات الـ 360 درجة (“360° I Ching”) والتي قدمها وولتر دي ماريا (Walter de Maria)؛ رغم أن المشروع لم ينتهِ حتى الآن. كما أن زومثور هو المهندس المعماري الأجنبي الوحيد المشترك في مشروع -فضلاً عن مشروعين آخرين- تشييد النصب التذكاري إحياءً لذكرى ضحايا مطاردة الساحرات في فارانغر بالتعاون مع لويز بورجوا (وسوف يتم الانتهاء من هذا المشروع في شهر يونيو، واستغلال المرفق العام والمتحف بموقع أحد مناجم استخراج الزنك غير المكتمل (وسوف يتم الانتهاء منه عام 2011م). وفي نوفمبر 2009م، تم الإعلان عن أن زومثور يعمل في عملية إعادة التصميم الرئيس لأرض متحف مقاطعة لوس أنجلوس للفن (Los Angeles County Museum of Art). وقد رفض مؤخرًا فرصة لدراسة إنشاء مكتبة جديدة لكلية مغدالين (Magdalen College) بجامعة أوكسفورد. وفي عام 2011م، تم ترشيحه لتصميم الجناح الصيفي السنوي لمعرض سيربنتاين (Serpentine Gallery) بالتعاون مع المصمم بيت أدولف (Piet Oudolf).
وفي الوقت الحالي، يعمل زومثور من خلال مرسمه الصغير الذي يضم حوالي 30 موظفًا والموجود في بلدية هالدنستيين (Haldenstein) بالقرب من مدينة خور (Chur) في سويسرا.

## معرض صور

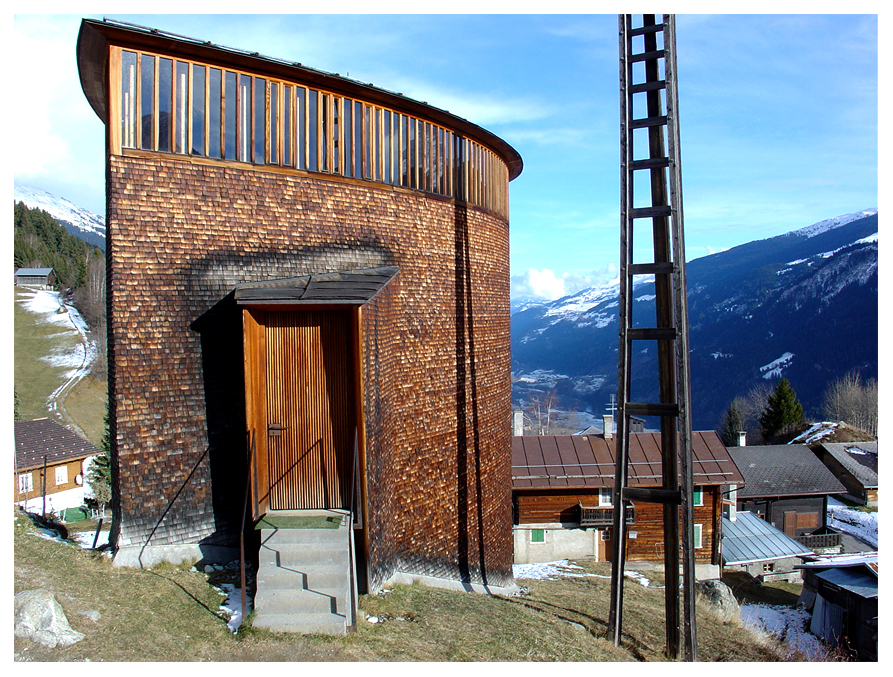
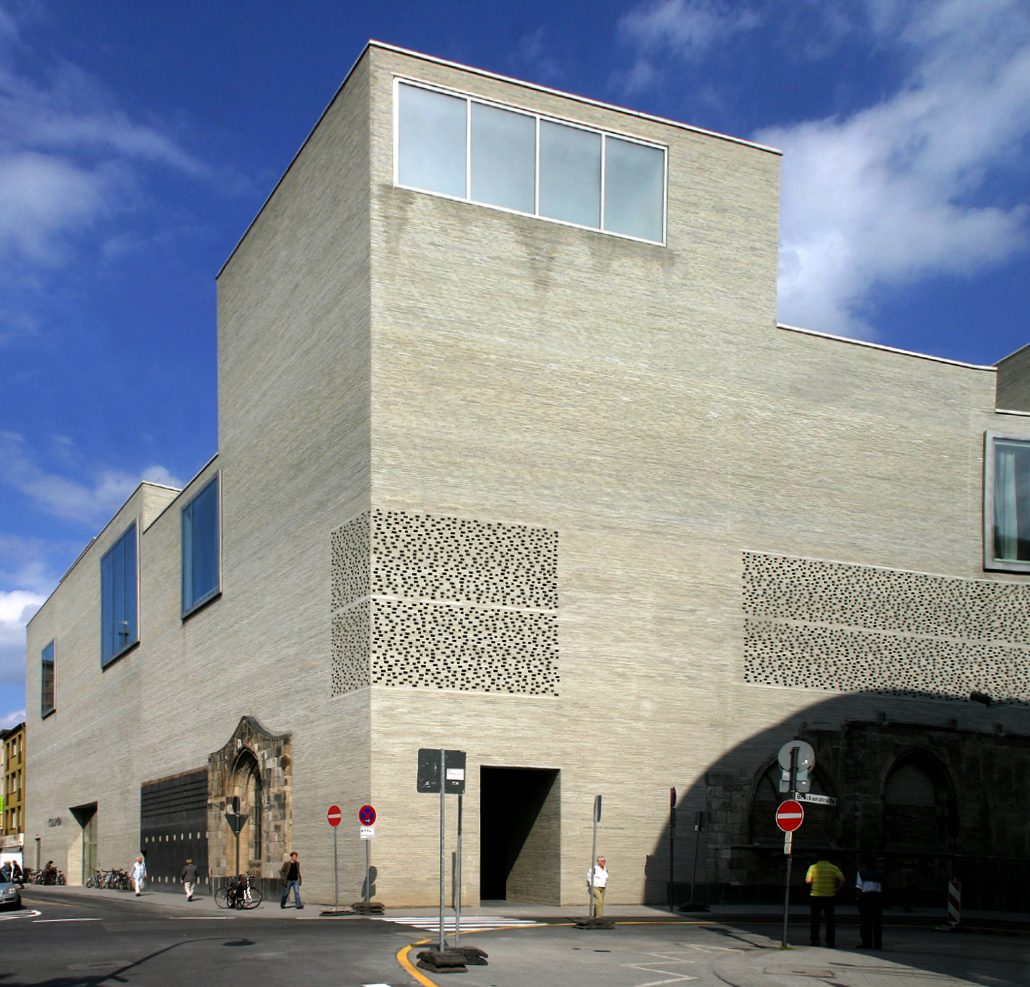
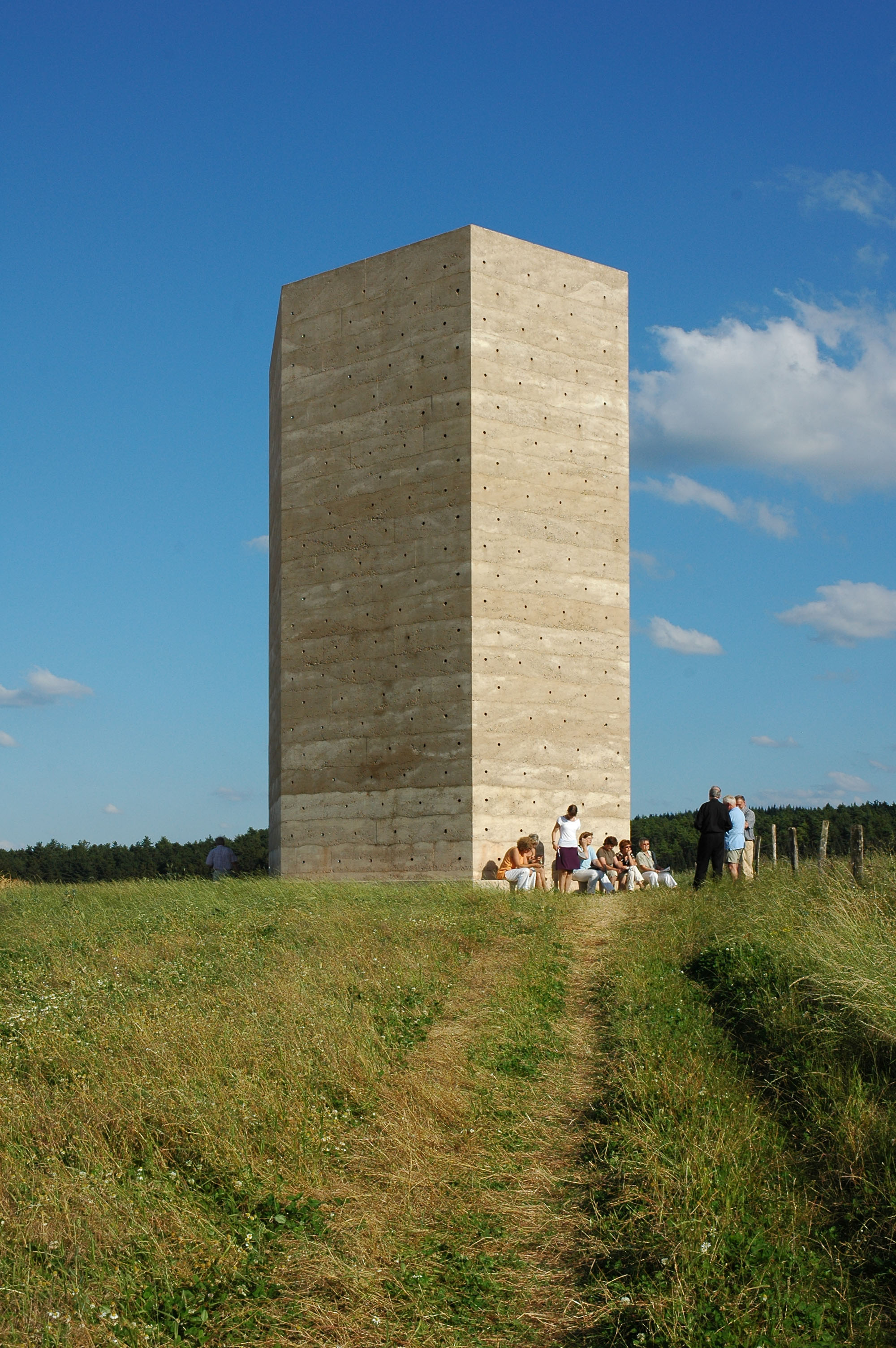
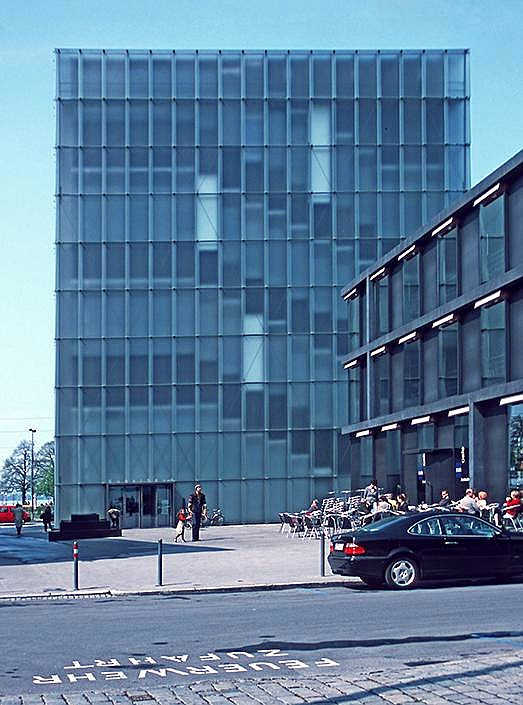

## وصلات خارجية
- Kunsthaus Bregenz
- Peter Zumthor Projects, Archicentral
- Visitor Details for the Vals Spa, Switzerland(بالإنجليزية)
- بيتر زومثور على موقع IMDb (الإنجليزية)
- بيتر زومثور على موقع الموسوعة البريطانية (الإنجليزية)
- بيتر زومثور على موقع مونزينجر (الألمانية)
- أخبار مُجمّعة وتعليقات عن بيتر زومثور في موقع صحيفة نيويورك تايمز.
- Architect Peter Zumthor photogallery at Time, 2009
- "Slideshow: The Pritzker Prize Winner," Sarah Williams Goldhagen, The New Republic, 16 April 2009
- Interview Between Peter Zumthor and Toni Hildebrandt